# Hemiksem
Hemiksem è un comune belga di 10 866 abitanti nelle Fiandre (Provincia di Anversa).